# Isabel Díaz Ayuso
Pour les articles homonymes, voir Díaz et Ayuso.
Isabel Natividad Díaz Ayuso, née le 17 octobre 1978 à Madrid, est une femme politique espagnole, membre du Parti populaire (PP). Elle est présidente de la communauté de Madrid depuis août 2019.

## Situation personnelle
Née à Madrid, de parents vendeurs d'articles médicaux et orthopédiques, diplômée de journalisme (licence) et de communication politique (master) de l'université complutense de Madrid, elle est spécialisée en communication politique. En tant que journaliste, elle travaille pour une agence de marketing, ainsi que pour la presse, dans une radio. Elle est copropriétaire d'une entreprise de gestion de biens immobiliers qu'elle a hérité de son père.
Elle rejoint le Parti populaire en 2005 et y dirige le département des activités en ligne et participe à plusieurs campagnes régionales et nationales. Elle conduit la campagne par internet de Cristina Cifuentes en 2015,.
Elle se marie, puis divorce, sans que la date de ces événements ni le nom de son époux ne soient connus. À partir de 2016, elle entame une relation avec un communicant connu dans son enfance. Ils se séparent à l'été 2020.

## Parcours politique

### Débuts
Membre du Parti populaire de la communauté de Madrid, Isabel Díaz Ayuso est députée régionale au cours des IXe et Xe législatures, puis porte-parole adjointe de son parti au cours de la dernière législature, poste qu'elle a quitté pour devenir vice-conseillère à la Présidence et à la Justice de la région.

### Présidente de la communauté de Madrid

#### Élection
Le 11 janvier 2019, elle est désignée candidate à la présidence de la communauté de Madrid. Selon le quotidien conservateur El Mundo, elle doit sa nomination « à une décision personnelle de Pablo Casado, qui l’a placée comme candidate, envers et contre l’opinion de l’ensemble du PP ». Le président du PP, Pablo Casado, élu pour reconstruire le parti après plusieurs scandales de corruption, souhaite en effet faire émerger de nouvelles figures et voulait « quelqu'un de contrôlable ». Au départ sous-estimée, Isabel Díaz Ayuso finit pourtant par remporter le scrutin. Elle s’impose rapidement comme l'une des principales figures de l'opposition de droite, allant jusqu’à faire de l’ombre à Pablo Casado, grâce à une forte présence médiatique et à une communication agressive envers la gauche,.

#### Pandémie de Covid-19
La décentralisation espagnole donne une grande autonomie législative et budgétaire aux régions, dont elle use lors de la pandémie de Covid-19.
Isabel Díaz Ayuso défend des mesures peu restrictives dans sa région, choisissant notamment de laisser ouvert les bars et restaurants, ce qui lui attire des critiques. Se défendant de toute responsabilité dans l'expansion de l'épidémie, elle critique le président du gouvernement espagnol, Pedro Sánchez, dénonçant « le gouvernement le plus autoritaire de l'histoire de la démocratie » espagnole.
En mars 2020, elle ordonne la médicalisation d'hôtels de la communauté de Madrid, afin de prévenir la saturation des capacités hospitalières. Le 9 octobre, la justice condamne, à la demande de la communauté de Madrid, la décision du gouvernement espagnol de restreindre la circulation des personnes,. Elle impose des tests PCR à la sortie de l'aéroport et fait construire un hôpital à proximité, suivant la doctrine « tester, tracer, isoler ». Dès qu'un foyer de contamination est détecté, le quartier est rapidement placé en quarantaine. En contrepartie, selon son slogan « additionnons la santé et l’économie », aucun couvre-feu ni confinement n'est édicté et les établissements accueillant du public restent ouverts (les spectacles devant cependant respecter un nombre limité de spectateurs, tandis que les élèves se rendent un jour sur deux à l'école). Sa politique sanitaire reste néanmoins extrêmement critiquée, Madrid étant la communauté comptant le plus de contaminations et de décès tout au long de l'épidémie selon Elvis García, professeur à Harvard.

#### Mesures fiscales
Elle approuve en avril 2021 une réforme fiscale visant à baisser l'impôt sur les successions et les donations.

#### Réélections
En mars 2021, elle décide de convoquer des élections anticipées afin d'échapper à une motion de censure, ses rapports avec le parti centriste Ciudadanos, son partenaire de coalition, s'étant envenimés. Elle fait campagne sur la thématique de la liberté par opposition aux mesures coercitives prises par le gouvernement espagnol et les autres communautés autonomes pour lutter contre la Covid-19, alors que le PSOE dénonce une possible alliance entre elle et le parti d’extrême droite Vox à l’issue du scrutin. Le 4 mai, dans un contexte de forte hausse de la participation, la liste conduite par Isabel Díaz Ayuso arrive nettement en tête : elle double son score du scrutin régional de 2019, en totalisant plus de 44 % des voix et 65 sièges sur 136 au parlement régional. Ne disposant pas de la majorité absolue, le PPCM s’appuiera sur Vox pour gouverner.
Elle est élue le 20 mai 2022 présidente du Parti populaire de la communauté de Madrid (PPCM), recueillant 99,12 % des suffrages exprimés parmi les délégués. L'expression en septembre 2021 de sa volonté de voir ce congrès organisé au plus vite et de prendre la présidence du PPCM avait conduit à des tensions, une opposition, puis une crise interne avec le président national du PP Pablo Casado, ce dernier étant finalement contraint de renoncer à ses fonctions par les dirigeants territoriaux en février 2022 en raison de cette guerre fratricide.
Dans la perspective des élections municipales du 28 mai 2023, elle décide, au mois de mars, de ne pas reconduire comme têtes de liste les maires sortants de Majadahonda, Pozuelo de Alarcón, Colmenar Viejo et Villaviciosa de Odón, tous considérés ou perçus comme des proches de Pablo Casado. D'après le journal El País, cette décision suscite un malaise au sein de la direction nationale, bien que le nouveau président du PP, Alberto Núñez Feijóo, ait laissé toute latitude aux dirigeants régionaux pour constituer les candidatures municipales.
Lors des élections régionales du 28 mai 2023, elle remporte la majorité absolue des sièges à l'Assemblée de Madrid : elle obtient 70 députés après décompte des bulletins de vote des expatriés, alors que le dépouillement des seuls votes du territoire national lui en accordait 71. Le 22 juin, elle est investie pour un troisième mandat par l'Assemblée, avec 70 voix pour, 54 voix contre — Más Madrid et le Parti socialiste — et 10 abstentions, venant de Vox.

## Prises de position
Libérale-conservatrice, elle se fait remarquer pour ses positions sans filtre, critiquant en particulier la gauche radicale et le Parti socialiste au pouvoir, s'en prenant aussi aux alliances du gouvernement avec les indépendantistes basques et catalans. Elle se moque des féministes, qu'elle juge effrayées par le « sexe masculin qui descend de Satan », défend avec passion la monarchie espagnole et s'est opposée à l'exhumation du corps de Francisco Franco de son mausolée. Concernant le changement climatique, elle affirme qu'il « a toujours existé » et a rejeté les « affirmations apocalyptiques » comme faisant partie d'un complot communiste.